# Bistum Kengtung
Das Bistum Kengtung (lat.: Dioecesis Kengtunghensis) ist eine in Myanmar gelegene römisch-katholische Diözese mit Sitz in Keng Tung.

## Geschichte
Das Bistum Kengtung wurde am 27. April 1927 durch Papst Pius XI. mit der Apostolischen Konstitution In omnes orbis aus Gebietsabtretungen des Apostolischen Vikariates Ost-Burma als Apostolische Präfektur Kengtung errichtet. Die Apostolische Präfektur Kengtung wurde am 26. Mai 1950 durch Papst Pius XII. zum Apostolischen Vikariat erhoben. Am 1. Januar 1955 wurde das Apostolische Vikariat Kengtung durch Pius XII. zum Bistum erhoben und dem Erzbistum Mandalay als Suffraganbistum unterstellt. Das Bistum Kengtung gab am 20. November 1975 Teile seines Territoriums zur Gründung der Apostolischen Präfektur Lashio ab. Am 17. Januar 1998 wurde das Bistum Kengtung dem Erzbistum Taunggyi dem Suffraganbistum unterstellt.

## Ordinarien

### Apostolische Präfekten von Kengtung
- Erminio Bonetta PIME, 1927–1949

### Apostolische Vikare von Kengtung
- Ferdinand Guercilena PIME, 1950–1955

### Bischöfe von Kengtung
- Ferdinand Guercilena PIME, 1955–1972
- Abraham Than, 1972–2001
- Peter Louis Cakü, 2001–2020
- John Saw Yaw Han, seit 2022